# LUCY
«LUCY» es el quinto sencillo de la cantante, modelo y actriz japonesa Anna Tsuchiya lanzado bajo el nombre ANNA TSUCHIYA inspi' NANA (BLACK STONES). Fue lanzado al mercado el día 7 de febrero del año 2007 bajo el sello MAD PRAY RECORDS.

## Detalles
Este es el tercer y último sencillo de Anna Tsuchiya relacionado con el anime de Nana de Ai Yazawa. Fue lanzado poco menos de mes después que su sencillo anterior, "Kuroi Namida", y algunas semanas antes del lanzamiento del álbum ANNA TSUCHIYA inspi' NANA (BLACK STONES). Fue lanzado en dos formatos, CD y CD+DVD, como los dos sencillos de Nana antes lanzados. El DVD incluye el video musical de "LUCY", que es bastante simple, sólo con imágenes de Anna y su banda tocando en un espacio blanco con unas pantallas a los lados. En las fotografías para el sencillo fue usada la misma localización. Las dos versiones incluían fotografías similares de portada, pero una con bordes de color rosado -la versión de sólo el disco- y la otra amarilla -la versión del disco con DVD-. Al igual que en su primer sencillo de Nana, "rose", en la producción de "LUCY" participaron artistas renombrados del ambiente Rock mundial como Chris Chaney -bajista de Jane's Addiction-, Wes Borland -guitarrista de Limp Bizkit- y Josh Freese -baterista de Nine Inch Nails-. Freese con esta se convierte en su cuarta colaboración para con la música de Anna. El b-side presente en el sencillo, titulado "better day", fue utilizado en comerciales para una escuela para aprender inglés que existe en Japón llamada ECC.
El sencillo comenzó bien en las listas semanales de Oricon, debutando en su primer día a la venta en el puesto n.º 12, pero ya terminada la primera semana a la venta terminó en el n.º 18, con siete mil copias vendidas aproximadamente.

## Canciones
1. «LUCY»
2. «better day»
3. «Dance With Me»